# Łukasz Kulczak
Łukasz Kulczak ps. Luki (ur. 17 stycznia 1981 w Częstochowie) – polski gitarzysta.

## Życiorys
Urodził i wychował się w Częstochowie. Grę na gitarze rozpoczął w wieku 13 lat. Dołączył do zespołu Silent, z którym wydał EP i zagrał pierwsze koncerty. Następnie współpracował między innymi z: Gabriel Fleszar, Lombard, Robert Chojnacki, The Company, Fire Picks, CashFlow, Good Time, B.B. King, Natalia Safran, Amaryllis, ProgEnergy, Piotr Wiza, Tomasz Andrzejewski. Mieszka w Poznaniu.

## Dyskografia

### Amaryllis
- Prologos (2006)
- Inquietum Est Cor (2009)

### Lombard
- 40/40 (2024)